# Francuski senat
Francuski senat (francuski: Sénat) je gornji dom Francuskog parlamenta osnovan 1799. godine. Senatori se biraju posrednim glasovanjem na šest godina te predstavljaju zastupnike teritorijalnih jedinica Republike i građana Francuske koji žive u prekomorskim posjedima. Senatom predsjeda predsjednik, kojeg među sobom biraju članovi senata glasovanjem nakon uspostava novog saziva Senata. 

## Povijest
Senat je u francusku političku strukturu prvi put uveden Ustavom iz 1799. godine te je imao važnu ulogu u periodu Napoleonove vladavine. Ukinut je 1814. godine te je, kao gornji dom, zamijenjen Domom perova, što je bila posljedica obnove monarhije i vraćanja staleškog sustava. Senat je kao gornji dom vraćen 1852. godine, nakon što je ukinuta jednodomna struktura s Narodnom skupštinom. Od 1871. do 1875. država je po ustrojstvu bila jednodomna parlamentna republika, no ustavni zakoni iz 1875. vratili su Senat kao gornji dom. Senat je opstao sve do 1940. godine, kada je ukinut za vrijeme Drugog svjetskog rata. Vraćen je 1958. godine, zamijenivši tako Vijeće Republike kao gornji dom.

## Nadležnosti
Kao zakonodavna državna institucija, Senat ima nadležnosti i prava Francuskim Ustavom. Zastupnici u Narodnoj skupštini predlažu izmjene zakona i amandmana te raspravlja o postojećim ili novopredloženim zakonima. Svoje zaključke prosljeđuje senatorima koji glasuju prihvaćaju li se predložene promjene i zakoni ili ne. Ako se neka izmjena zakona ili pak potpuno novi zakon prihvati, predsjednik vlade i njegovi ministri dužni su provoditi izglasane mjere. Ako senatori odbiju usvajanje nekog zakona ili amandmana, Narodna skupština nakon određenog zakonskog roka ima pravo na ponovnu javnu raspravu, nakon koje može poslati promijenjeni ili dopunjeni amandman tog isog zakona.
Senat redovito provjerava rad predsjednika vlade i njegovog saziva (ministara) kojima su izglasali povjerenje.

### Odbori
Unutar Senata nalazi se sedam Odbora koji zastupaju pojedina znanstvena, politička i društvena područje. Prilikom izglasavanja usvajanja nekog zakona, članovi pojedinog odobra imaju pravo na izlaganje i upoznavanje drugih senatora s određenim zakonom čija je tema unutar njihovog Odbora. U tom smislu, članovi određenog odbora obvezani su na suradnju i sa zastupnicima Narodne skupštine, usavršenih u njihovom području djelovanja.
- Odbor za kulturu (57 senatora),
- Odbor za ekonomske poslove (37 senatora),
- Odbor za vanjske poslove, obranu i oružane snage (57 senatora),
- Odbor za financije (49 senatora),
- Odbor za zakone (49 senatora),
- Odbor za društvena pitanja (57 senatora),
- Odbor za održivi razvoj (39 senatora).[3]

Senatori su dužni pristupiti nekom od odbora i aktivno sudjelovati u njegovu radu. Ako neopravdano propuste sjednice Odbora, iznos plaće umanjuje se za satnicu koju su propustili. Senatori moraju pisati izvještaje i zaključke sa sastanaka Odbora, a predsjedatelj odbora dužan je o radu svoga Odbora izvještavati Predsjednika Senata.

### Predsjednik Senata
Predsjednik Senata prvi je nasljednik Predsjednika Republike. U slučaju predsjednikove smrti, ostavke ili smjene zbog zdravstvenih ili drugih razloga, po Ustavu iz 1958. godine, predsjednik Senata postaje vršitelj dužnosti predsjednika do raspisivanja predsjedničkih izbora. To se dosad dogodilo u dva navrata - jednom kada je ostavku podnio Charles de Gaulle i jednom kada je umro Georges Pompidou., a u oba navrata vršitelj dužnosti predsjednika bio je Alain Poher.

## Vanjske poveznice
- Službene stranice Francuskog senata (fr.)